# Svend S. Schultz
Svend Simon Schultz (* 30. Dezember 1913 in Nykøbing Falster; † 6. Juni 1998 in Kopenhagen) war ein dänischer Komponist und Dirigent.
Schultz studierte am Königlich Dänischen Konservatorium in Kopenhagen bei Poul Schierbeck. Von 1942 bis 1949 arbeitete er als Musikkritiker für die Zeitung Politiken, danach war er Chordirigent beim Dänischen Rundfunk. Er komponierte mehrere Opern (u. a. Bag Kulisserne; Solbadet, 1929; Kaffehuset, 1949; Hyrdinden og Skorstensfejeren, 1953; Hosekræmmeren, 1955), zwei Sinfonien und eine Sinfonia piccola (1941), zwei Klavierkonzerte, eine Streicherserenade (1940), ein Flötenquintett, (1944), Une amourette für Bläserquintett, Pan lo (1944) und das Oratorium Job (1946), außerdem Film- und Hörspielmusiken. Bekannt wurden aber vor allem seine lyrischen Chorwerke.